# Vestido de casamento da princesa Isabel do Reino Unido
O vestido de casamento da princesa Isabel do Reino Unido (a futura rainha Isabel II), foi usado em seu casamento com Felipe Mountbatten, Duque de Edimburgo, em 20 de novembro de 1947 na Abadia de Westminster. Dado o racionamento de roupas na época, ela ainda teve de comprar o material usando cupons de racionamento. O vestido foi desenhado por Norman Hartnell. Dizia-se que a marca de Hartnell era o bordado, e ele gostava de "trabalhar com tecidos macios e flutuantes, particularmente tule e chiffon, e com sedas lisas e brilhantes". O vestido era feito de seda chinesa, com decote alto, corpete sob medida e cauda curta. Sem alças e com mangas compridas, a silhueta era formada de corpete justo e saia larga.

## Design
O casamento foi um evento real realizado após o fim da Segunda Guerra Mundial. O vestido, desenhado pelo estilista da corte Norman Hartnell, tinha uma cauda de noiva em forma de leque com padrão de estrelas que tinha 13 pés (4,0 m) de comprimento. A cauda, símbolo do renascimento e crescimento após a guerra, foi declarada como inspirada na pintura de A Primavera de Botticelli de c. 1482, particularmente os elaborados motivos de bordado de flores espalhadas no rico vestido de cetim e o véu de tule usado pela noiva real. O material usado foi seda marfim e uma tiara franja de diamantes prendia seu véu. O vestido foi decorado com cristais e 10.000 pérolas, importadas dos Estados Unidos da América. Hartnell, que era Estilista da Corte desde 1938, afirmou que era "o vestido mais bonito que já fiz até agora".
Por conta das medidas de austeridade após a guerra, a princesa Isabel teve que usar cupões de racionamento de roupas para mostrar seu direito ao vestido. O governo permitiu que ela desse 200 cupões de racionamento extras. Ela recebeu centenas de cupões de roupas de noivas de todas as partes do país para ajudá-la a adquirir o vestido, que teve de devolver, pois era ilegal que eles tivessem sido doados em primeira instância.
Os desenhos para o vestido foram aprovados três meses antes do casamento. A busca de Hartnell por referências adequadas em galerias de arte de Londres o levou à figura de Botticelli. Esta foi a inspiração para o uso de seda marfim com desenhos de flores de jasmim, smilax, lilás e rosas brancas adicionadas à cauda, embelezadas por cristais brancos e pérolas. Esses motivos foram transferidos para desenhos para permitir que especialistas em bordado trabalhassem neles. O vestido apresentava um "decote em forma de coração e mangas compridas e justas".
O tecido de seda foi escolhido por ordem específica de sua mãe, a rainha, que desejava um "cetim rígido, lustroso e excepcionalmente rico, feito no Castelo de Lullingstone". Os bichos-da-seda para fabricar a seda foram comprados da China nacionalista, e não do Japão e da Itália, os inimigos do Reino Unido durante a guerra. O cetim foi escolhido para a cauda, e um material mais flexível do mesmo tom da cauda foi escolhido para o vestido. No entanto, apesar da escolha cuidadosa da seda, o curador do Museu de Londres observou 30 anos depois, quando o vestido estava em exposição no museu, que "a escolha da seda não foi boa", pois o tecido havia se deteriorado consideravelmente devido ao peso com sais de estanho, efetivamente apodrecendo o tecido. Também foi notado que o "peso do bordado arrastava a saia para baixo, aumentando a tensão na trama". Em volta da bainha do vestido, "uma borda de flor de laranjeira foi aplicada com tule transparente delineado em pérolas e cristais".
O conceito final do vestido foi mantido em segredo, embora muita especulação o cercasse. Foi dito que a princesa temia que se os detalhes fossem publicados, cópias da grife tornariam impossível para ela fazer alterações de última hora. O vestido foi levado ao palácio um dia antes do casamento em uma caixa de 4 pés (1,2 m). No dia do casamento, o vestido brilhou, enfeitado com pérolas "combinadas habilmente com linhas fluidas de espigas de trigo, o símbolo da fertilidade, e trabalhadas em pérolas e diamantes".

## Semelhanças
O vestido de noiva da princesa Isabel traçou paralelos tanto com o vestido de estilo similar usado por Grace Kelly em 1956 quanto com o vestido de casamento "estilo Westminster" que Sarah Burton da Alexander McQueen projetou para Catherine Middleton; pontos particulares de similaridade foram destacados nas pregas e na silhueta da saia.
O vestido foi exposto no Palácio de St. James e depois exibido nas principais cidades e vilas do Reino Unido.